# Joel Adams
Joel Adams (Brisbane, 16 december 1996), pseudoniem van Joel Goncalves, is een Australisch pop- en soulzanger en producer.

## Levensloop
Adams bracht zijn jeugdjaren door op een rooms-katholieke jongensschool. Hij werd bekend door het zingen van een cover van Michael Jackson en Paul McCartneys "The Girl Is Mine" in het televisietalentenjachtprogramma The X Factor Australia (onder de naam Joel Goncalves) in 2012.
Zijn eerste single Please Don't Go kwam uit in november 2015. Deze kwam binnen in de ARIA Charts in februari 2016 op nummer 88 en bereikte uiteindelijk een nummer 59-positie. De single stond ook op nummer 54 in The Canadian Hot 100, op nummer 6 in Zweden en nummer 11 in Noorwegen. Het lied stond verder gedurende 28 weken in The UK Independent Single Breakers Charts, waarvan verscheidene weken op nummer 1. In The UK Singles Chart bereikte het nummer in de week van 5 augustus 2016 de nummer 50-positie. In augustus 2016 was het lied al meer dan 100 miljoen keer gestreamd en was de muziekvideo meer dan 40 miljoen keer bekeken.
Zijn artiestennaam is zijn moeders meisjesnaam. Adams veranderde zijn achternaam omdat zijn eigen achternaam moeilijk te spellen en uit te spreken is. Zijn manager is Walker Hines van Will Walker Records, een platenlabel gevestigd in New Orleans.